# 鲁班亭
鲁班亭，位于中华人民共和国青海省海东市乐都区高庙镇老鸦峡口，为青海省市县级文物保护单位，公布日期为1983年5月23日，类型为古建筑。
鲁班亭的历史年代为魏、晋。